# Fonts baptismaux (cathédrale de Hildesheim)

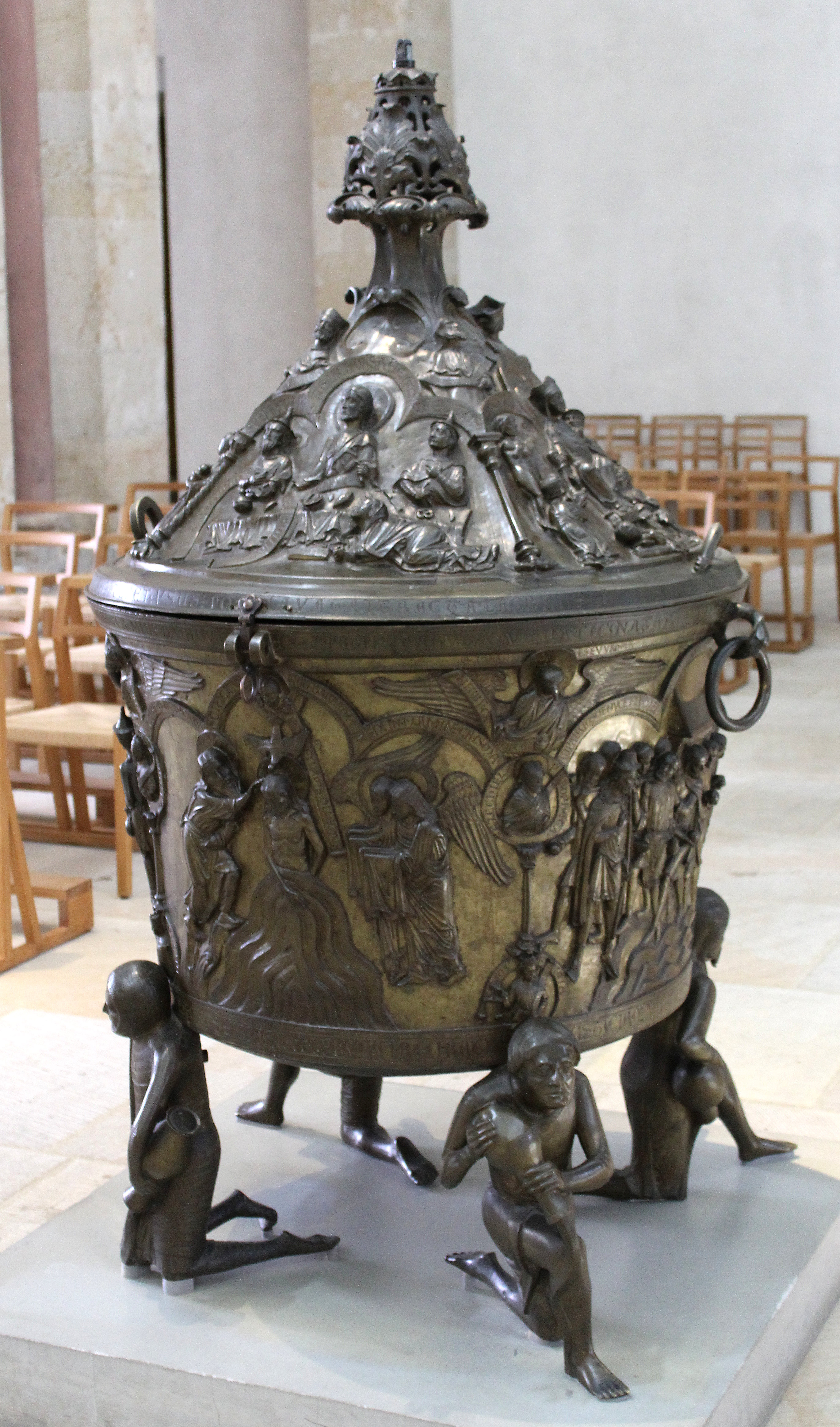
Les fonts baptismaux, installés dans la nef centrale depuis 2014.

Les fonts baptismaux en bronze de la cathédrale de Hildesheim sont des fonts baptismaux de style roman tardif, qui ont probablement été coulés en bronze à Hildesheim dans le premier tiers du XIIIe siècle. Par leur décoration picturale de la plus haute qualité et leurs proportions parfaites, ils comptent parmi les œuvres les plus remarquables de leur catégorie.
Ils font partie des trésors de la cathédrale Sainte-Marie de Hildesheim, en Allemagne, cathédrale inscrite au patrimoine culturel mondial de l'UNESCO depuis 1985.

## Situation

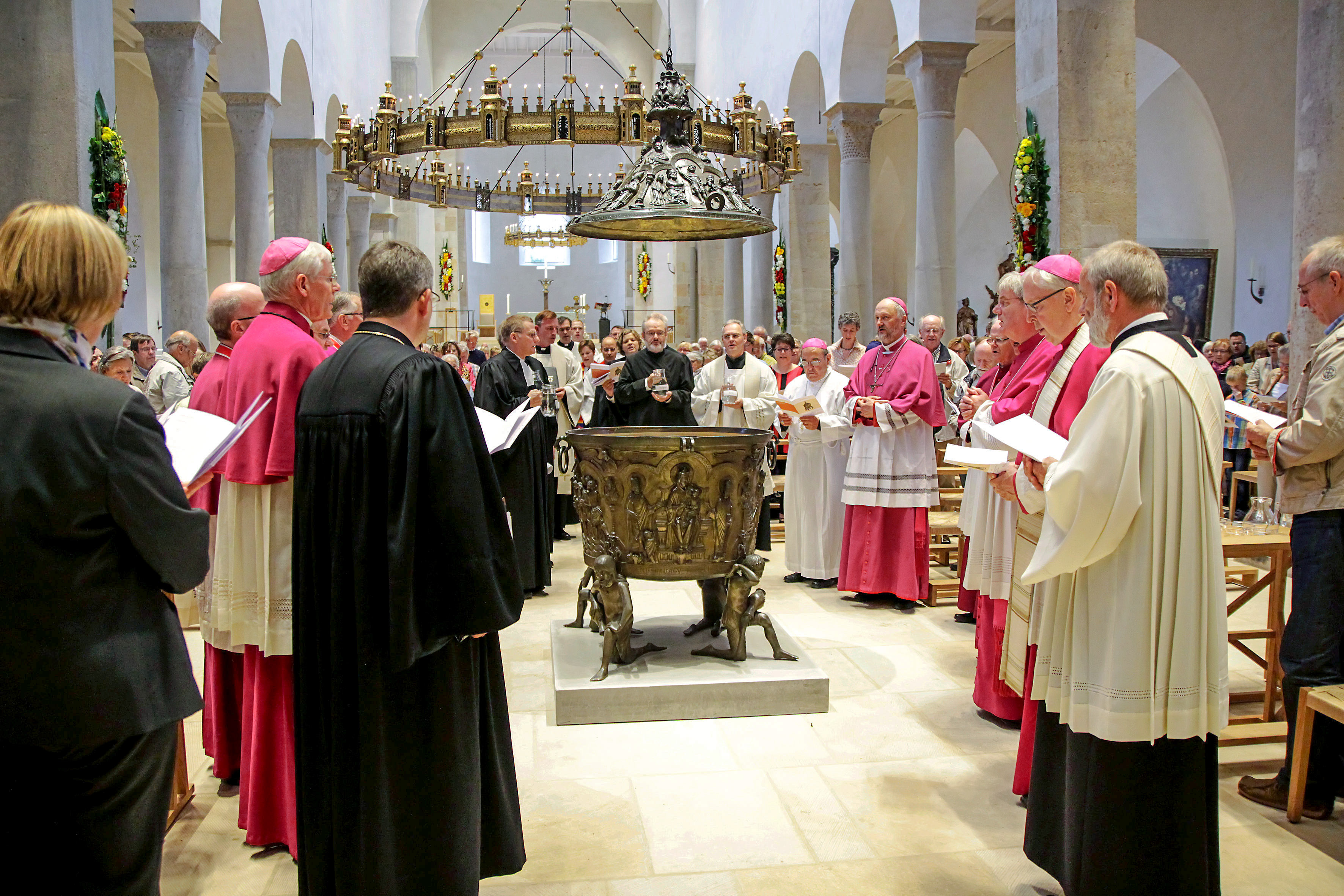
Cérémonie œcuménique d'installation des fonts baptismaux dans la nef centrale de la cathédrale, en 2014.

Durant des siècles, les fonts baptismaux en bronze étaient placés dans la partie ouest de la nef de la cathédrale et, depuis 1653, dans la dernière des chapelles latérales nord (chapelle Saint-Georges). Lors de la rénovation de la cathédrale (2010-2014), ils ont été exposés au Bode-Museum de Berlin
. Depuis la réouverture de la cathédrale, ils se dressent à nouveau au milieu de la nef, non loin du lustre Hezilo.

## Description
Les fonts baptismaux en bronze de Hildesheim se composent d'une cuve ronde, qui s'élargit légèrement vers le haut, d'un couvercle effilé avec une fleur sommitale et de quatre figures allégoriques de porteurs. L'ensemble a une hauteur totale de 1,70 m et un diamètre de 96 cm.
Le style vivant et décoratif annonce déjà le gothique, mais montre aussi des influences byzantines, notamment dans les éléments architecturaux. Les postures et les visages dans leurs relations et leurs émotions sont particulièrement expressifs.

## Programme pictural
Le programme pictural est d'une grande expressivité. Créant des contextes significatifs à la fois dans les trois niveaux horizontaux et dans les quatre axes verticaux, il présente globalement une mystagogie biblique ascétique du baptême. Les images sont explicitées par des titres et légendes en latin.

### Niveau inférieur

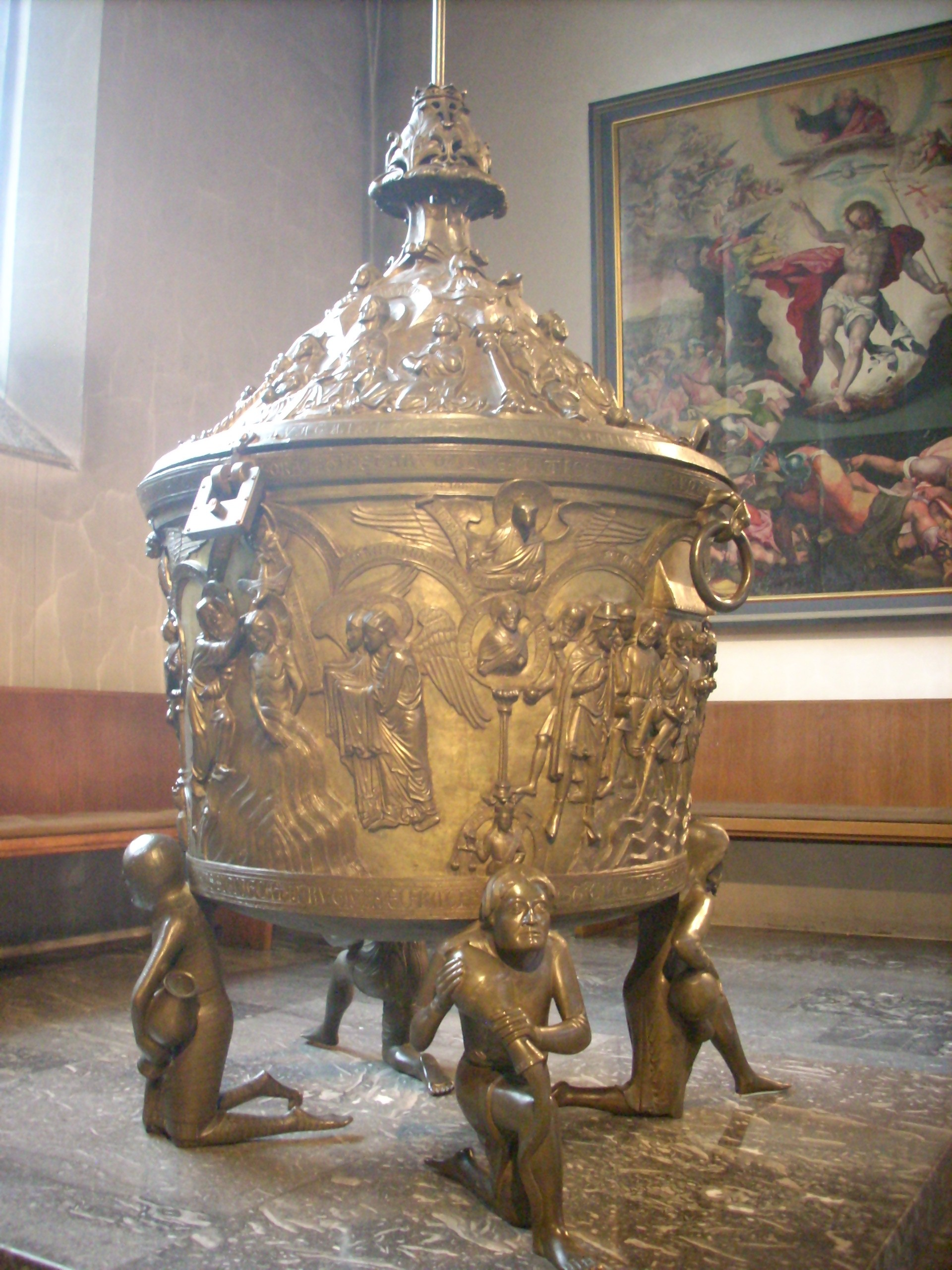
Les fonts baptismaux, dans la chapelle latérale jusqu'en 2010.

Le niveau le plus bas illustre la fondation et le point de départ par quatre figures masculines qui portent sur leurs épaules l'ensemble de l'œuvre. Ce sont les personnifications des quatre courants de la Vie qui émanent du Paradis (Gn. 2, 10-14). Tous quatre versent des ruisseaux d'eau de leurs jarres : ce qui s'était desséché par le péché recommence à couler avec le baptême. En même temps, ils sont clairement différenciés en termes de vêtements, posture et coiffure et représentent des âges et des statuts différents. Au-dessus de leur tête est réservé un petit champ d'image aux Vertus cardinales : le Phison (la Prudence), le Gihon (la Tempérance), l'Euphrate (la Justice) et le Tigre (la Force d'âme). L'armure du « soldat courageux » est particulièrement frappante. Les vertus naturelles sont perfectionnées par le baptême.

### Deuxième niveau
Le deuxième niveau, qui constitue la paroi du chaudron, montre les aspects centraux de la signification du baptême dans quatre scènes de l'Ancien et du Nouveau Testament :

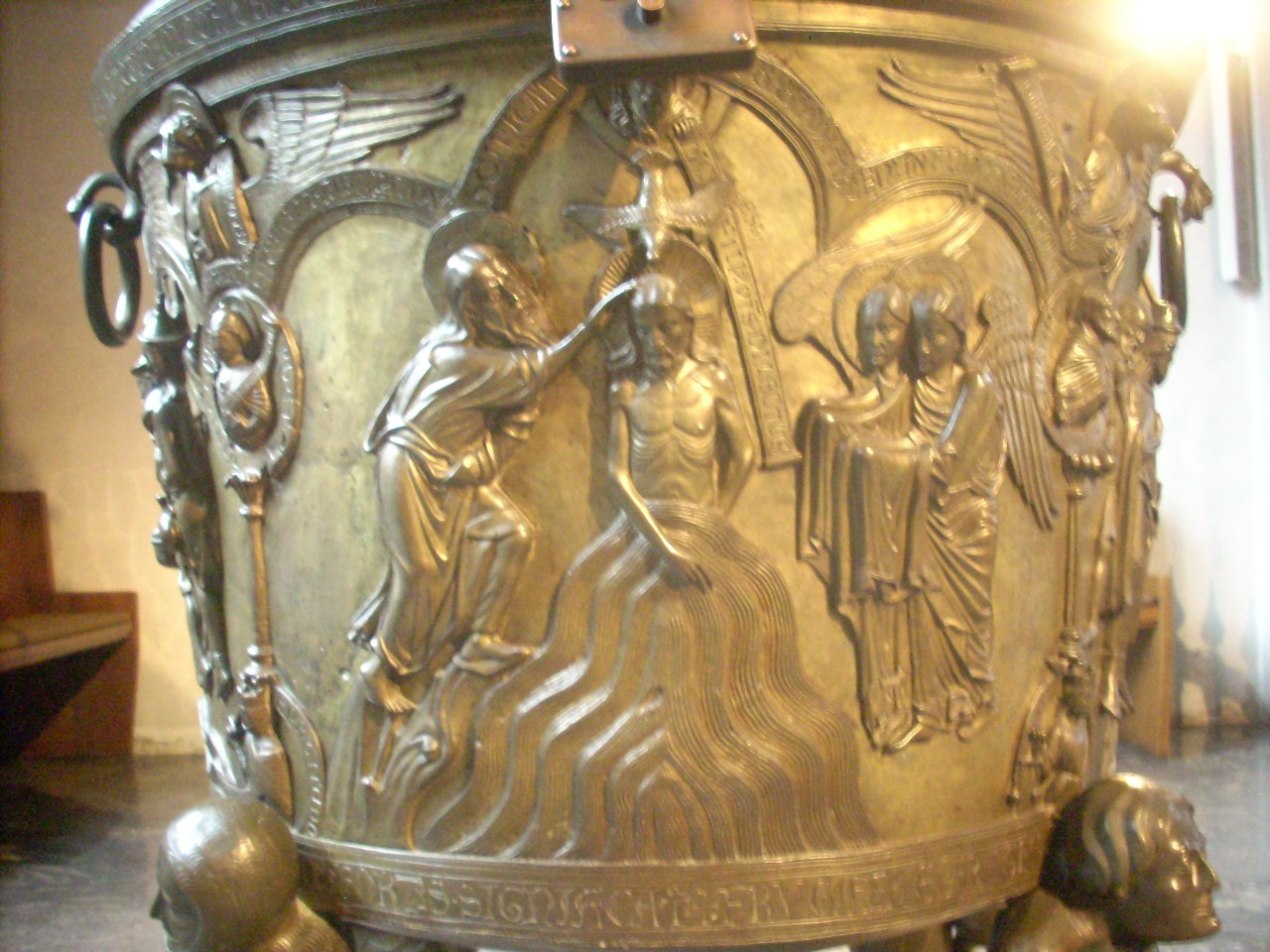
Baptême du Christ.
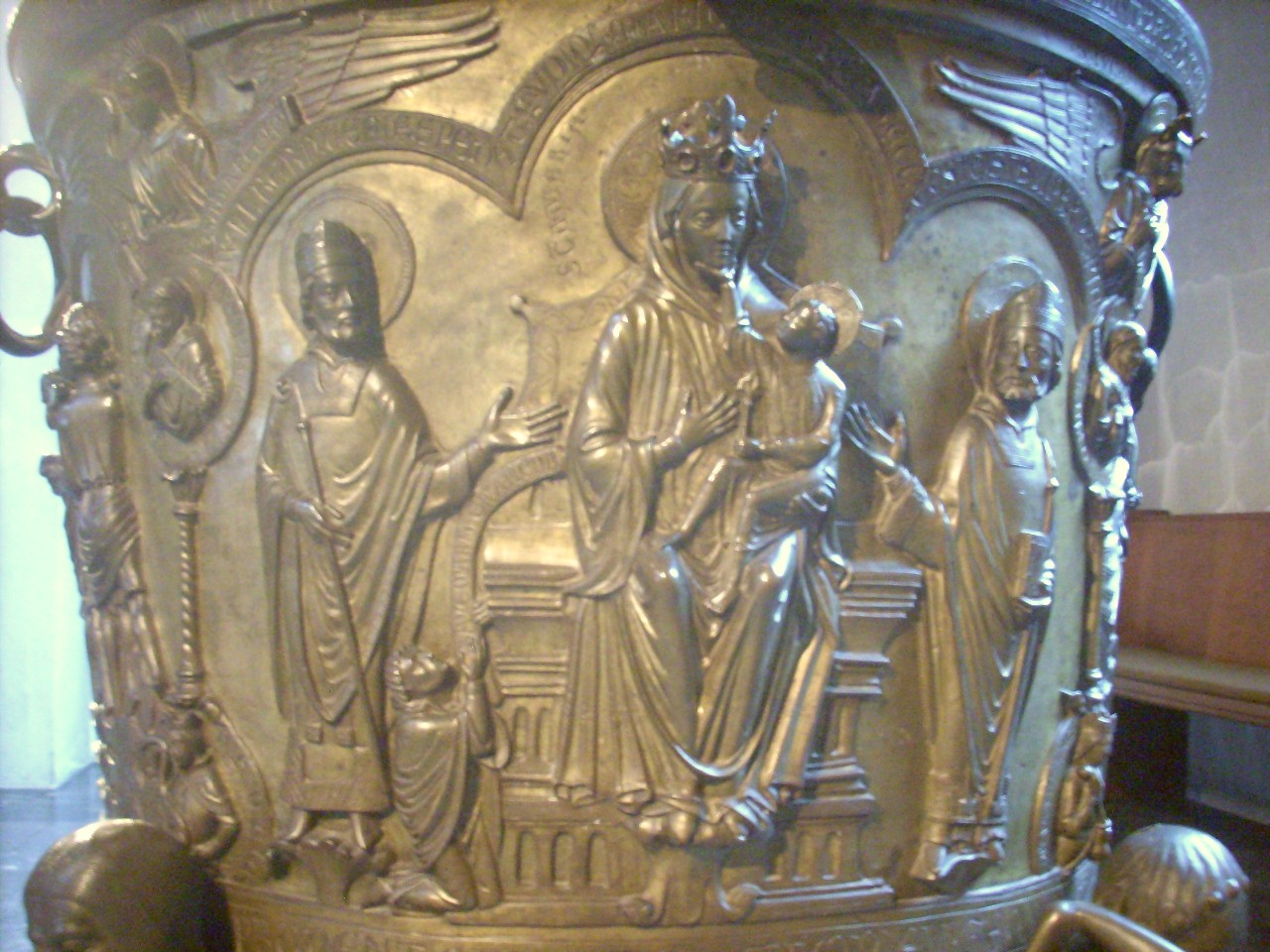
Marie et l'Enfant Jésus ; portrait du donateur.
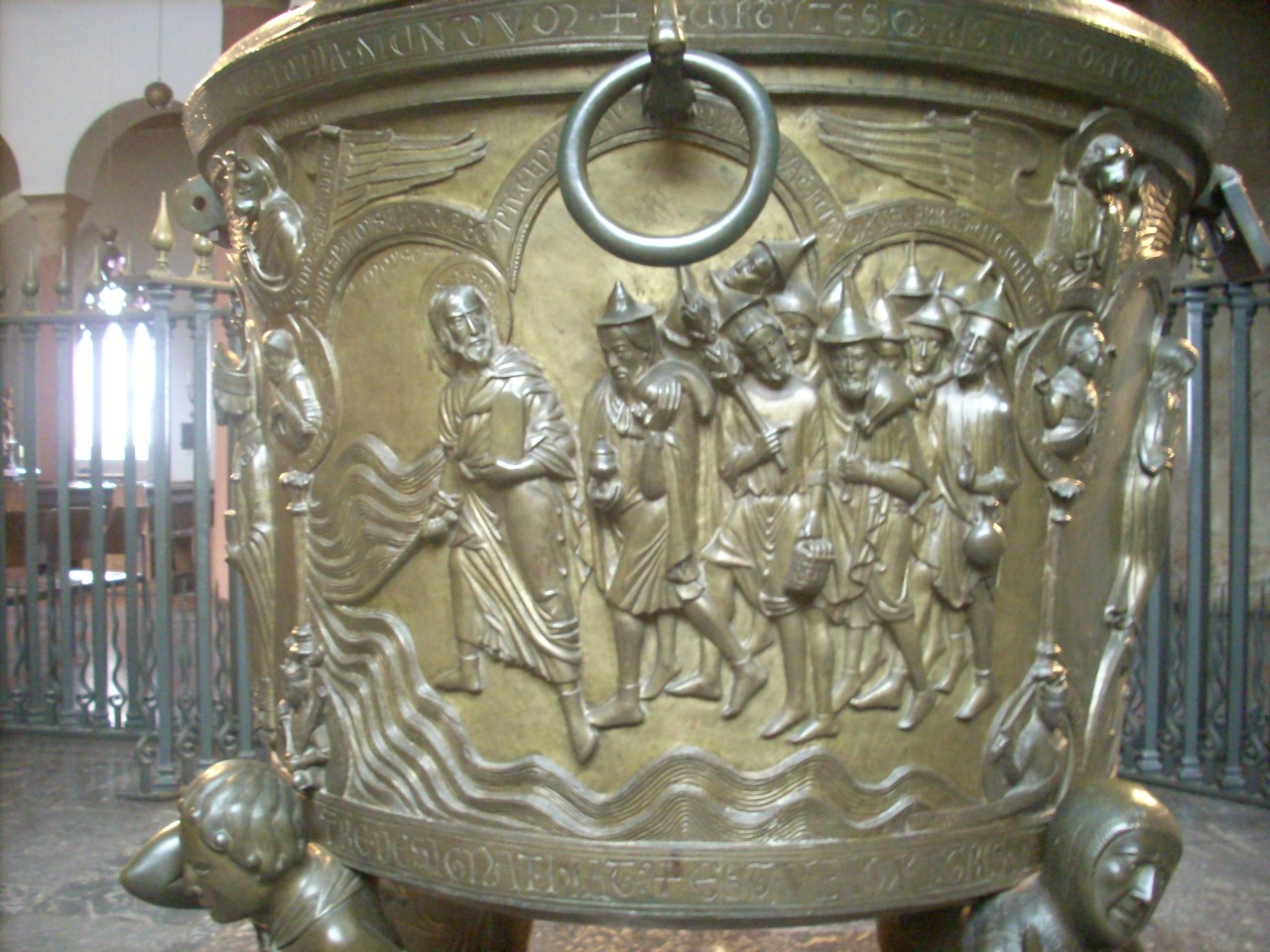
Passage de la Mer Rouge.
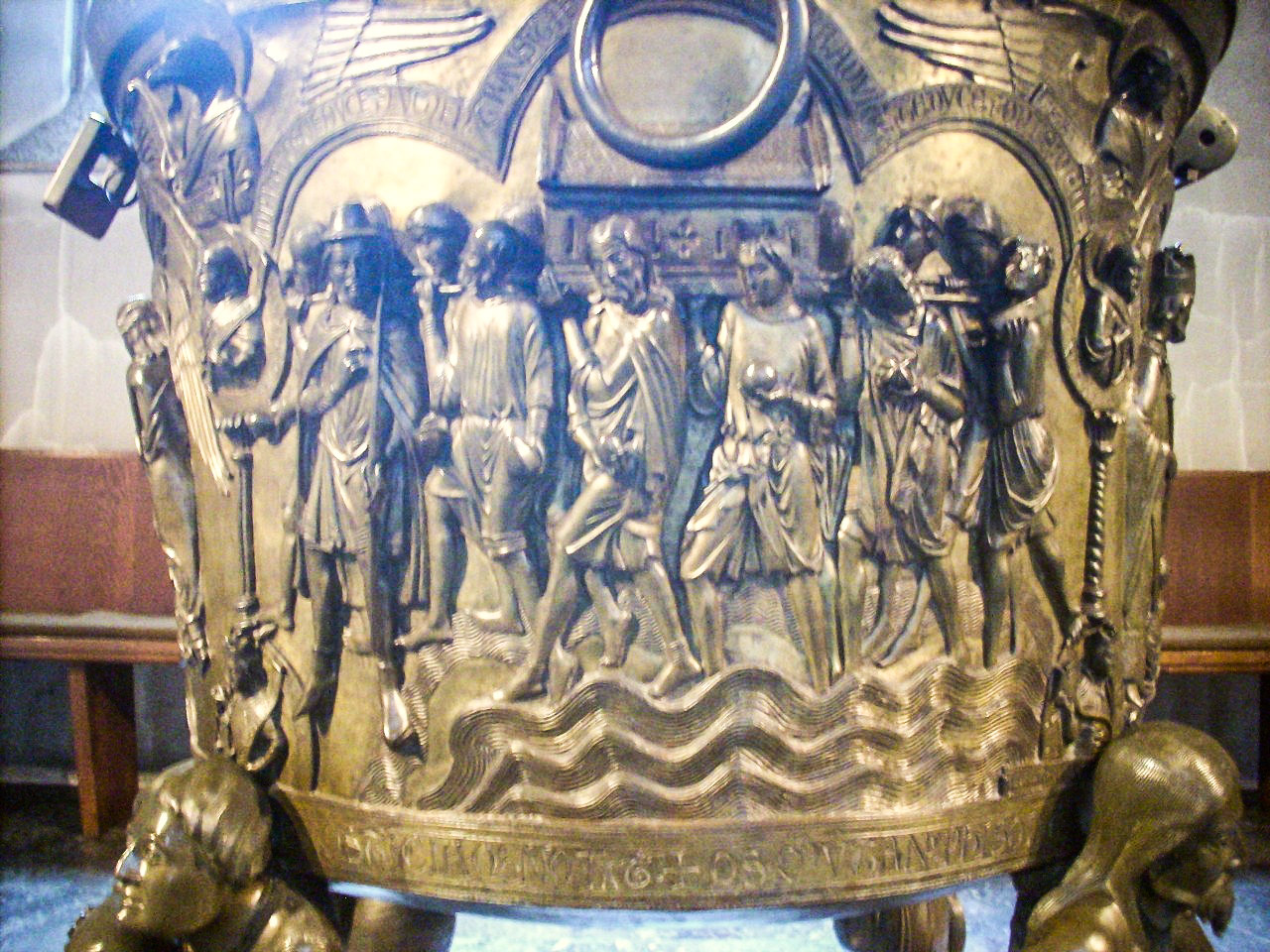
Passage du Jourdain.

Le baptême de Jésus indique l'incorporation au Christ et la conformité avec sa mort et sa résurrection que le baptême entraîne (Rom 6, 3-8).
L'image de Marie et l'Enfant Jésus présente aux baptisés la mère de Jésus, qui par le baptême est aussi devenue leur mère et leur protectrice et, aux patrons de la cathédrale, Épiphane et Godehard, la communauté des saints à laquelle ils appartiennent désormais. Cette scène est aussi l'image de la dédicace, car aux pieds de la Sainte Mère s'agenouille un petit personnage donateur dont le nom est donné comme Wilbern. Il s'agit probablement de Wilbrand von Oldenburg, qui était alors chanoine à Hildesheim.
La représentation du passage de la Mer Rouge (Ex 14), dans laquelle une foule d'hommes portant des chapeaux juifs suit Moïse à travers les eaux ouvertes, assimile l'immersion dans l'eau du baptême avec les dangers de la mort, du salut et de la libération d'Israël et interprète tous les baptisés comme membres du peuple de Dieu en route vers la Terre Promise.
La quatrième image montre à nouveau l'arrivée en Terre Promise sous la forme d'un passage à travers les eaux, cette fois sur le Jourdain (Josh 3). Or les commandements reçus au Sinaï sont portés dans l'Arche d'alliance, signes de l'obligation envers le Dieu unique et sa volonté, contenue dans l'alliance baptismale.

### Niveau supérieur
Le niveau supérieur est formé par les quatre scènes représentées sur le couvercle, qui dévoilent l'importance du baptême pour la vie chrétienne.

Niveau supérieur
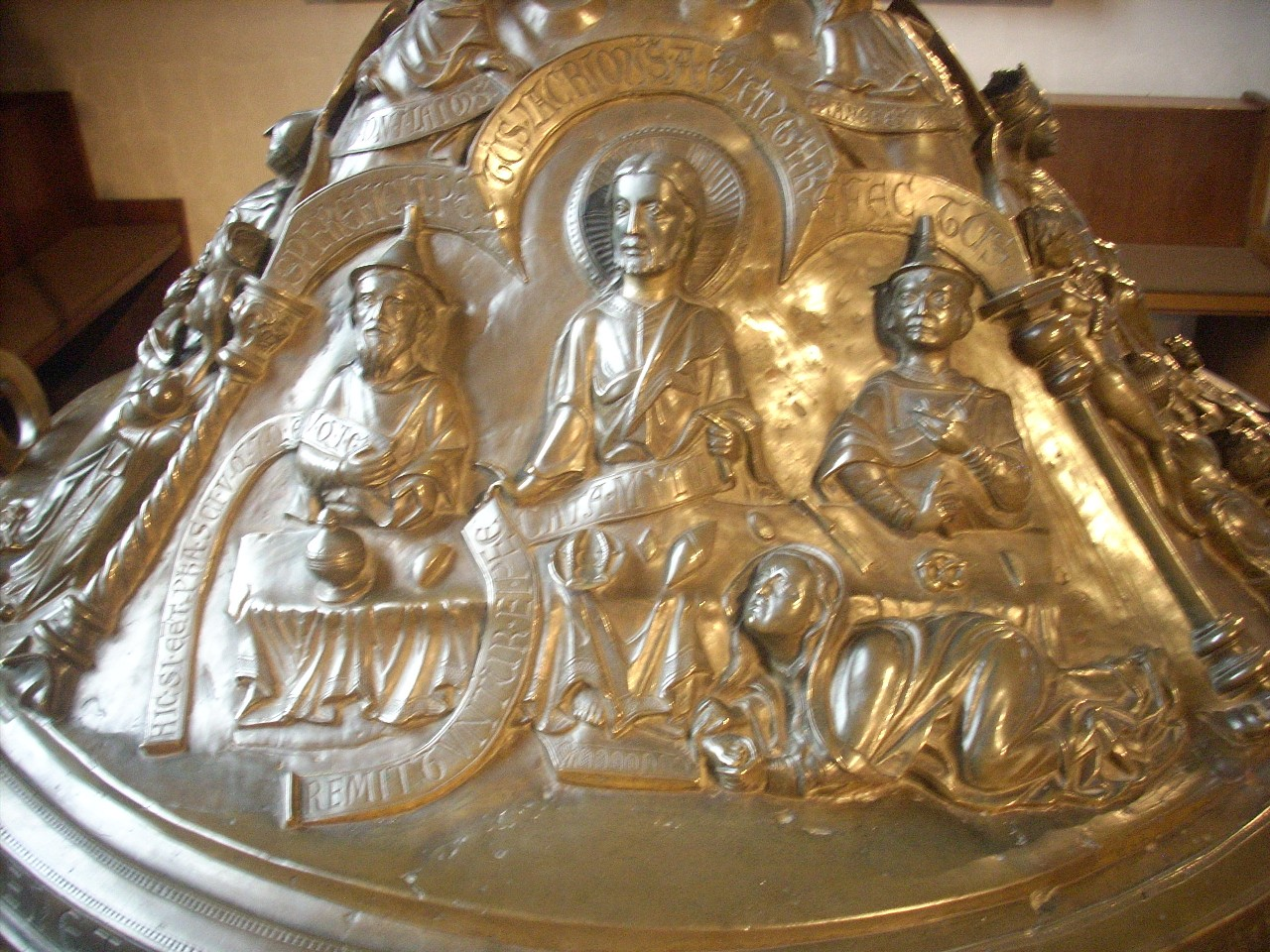
Le Christ et la pécheresse
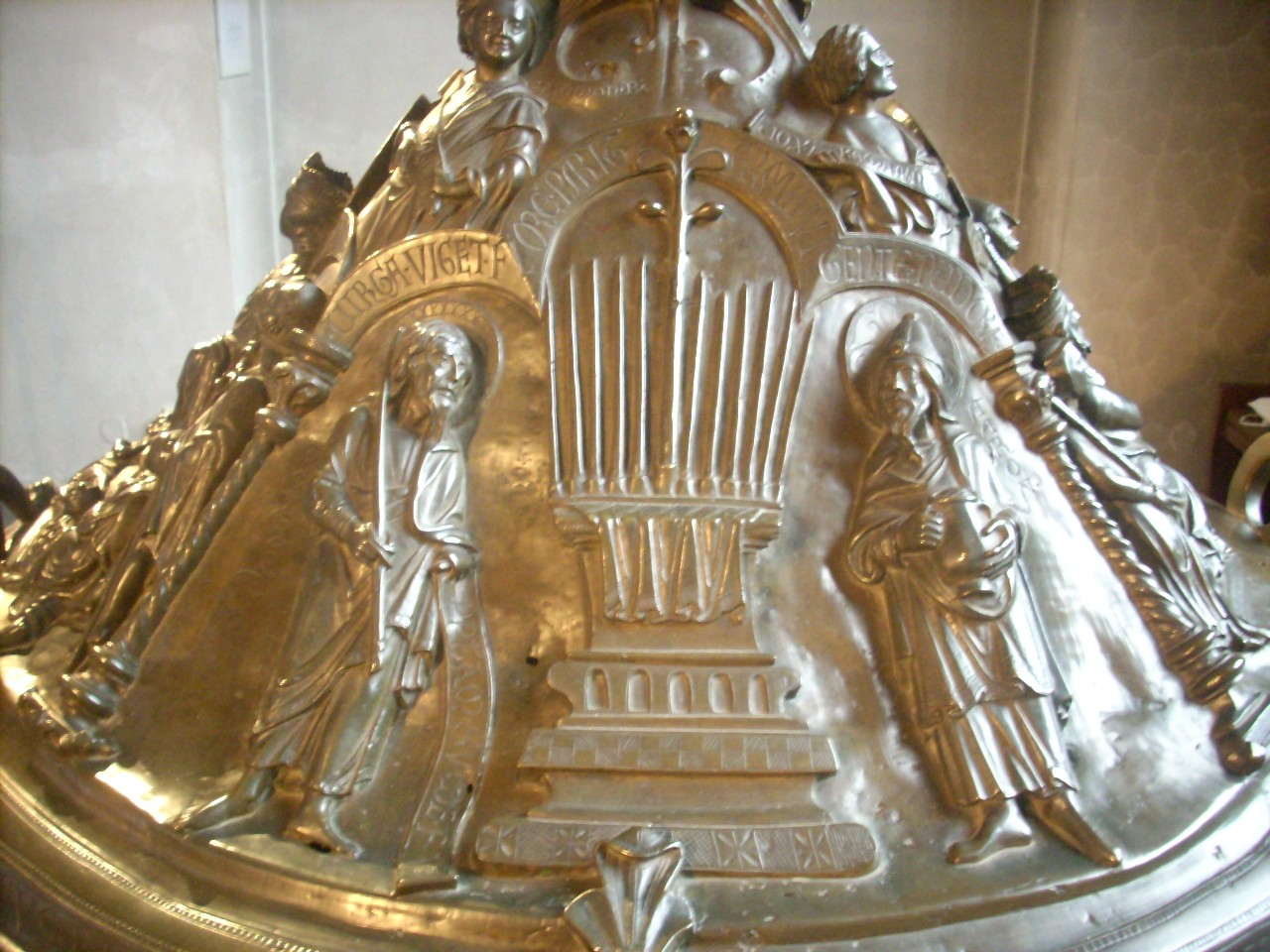
Le bâton fleuri d'Aaron
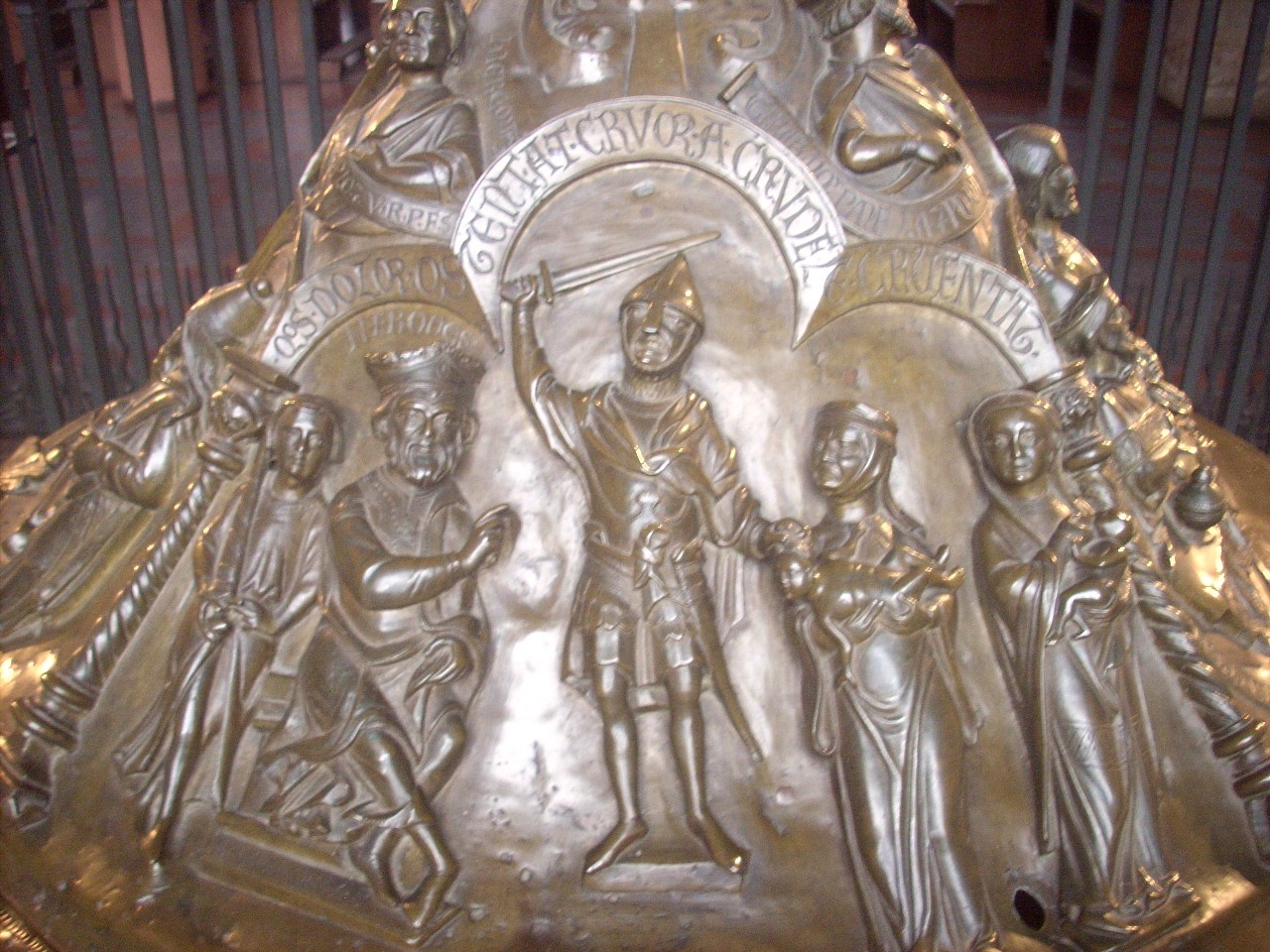
Le massacre des Innocents
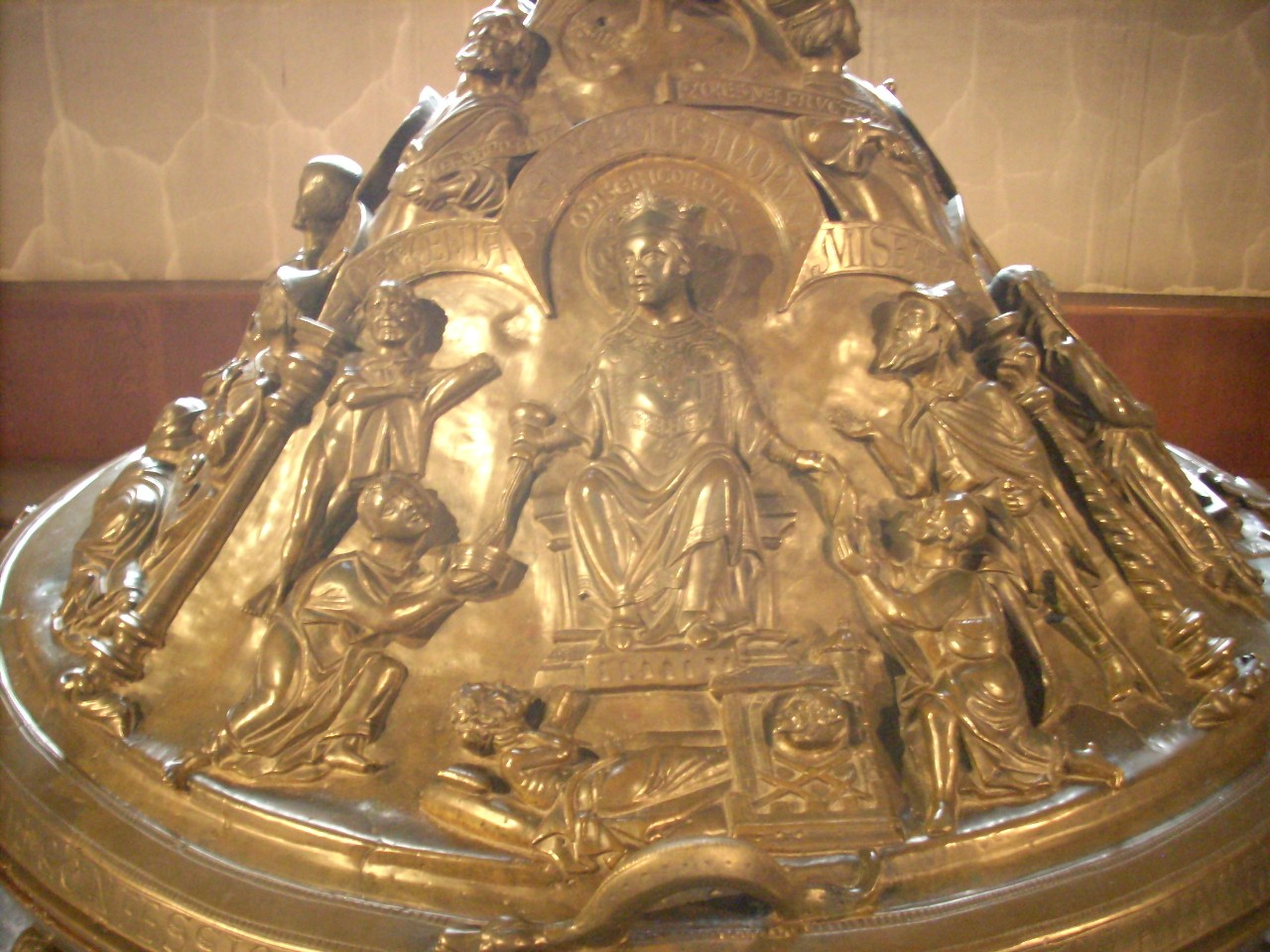
La Miséricorde

L'image du lavement des pieds du Christ par la « pécheresse », traditionnellement assimilée à Marie-Madeleine , (Lc 7, 36-50) pointe vers le remords et la pénitence, mais aussi vers l'inépuisabilité de la grâce et l'amour qui en découle.
Le bâton fleuri d'Aaron (Nb 17, 16-25) symbolise la virginité féconde de Marie et la chasteté des baptisés.
Le massacre des Innocents ordonné par Hérode à Bethléem (Mt 2, 16-18) rappelle la communion avec le Christ dans le témoignage de la foi (en grec : martyrion) et la possibilité du baptême de sang qui était confiée à tous les baptisés.
Enfin, la personnification de Misericordia, femme royalement intronisée pratiquant les œuvres de miséricorde, montre comment le flux de la grâce du baptême s'exerce dans la vie concrète.
En correspondance verticale, le baptême du Christ est lié au lavement des pieds par la pécheresse, la Mère de Dieu au bâton d'Aaron, l'Exode au massacre des Innocents et l'Arche d'alliance aux œuvres de miséricorde.
Entre les motifs principaux du deuxième niveau, trois champs d'images plus petits sont superposés aux figures des porteurs symbolisant les fleuves : les quatre Vertus au premier rang, les prophètes de l'Ancien Testament au second et les quatre évangélistes au rang supérieur, associés de la manière suivante :
- le Gihon : Temperantia (la Tempérance) – Jérémie – Luc ;
- le Tigre : Fortitudo (la Force d'âme) – Daniel – Marc ;
- l'Euphrate : Iustitia (la Justice) – Ézéchiel – Jean ;
- le Phison : Prudentia (la Prudence) - Isaïe - Matthieu.

L'inscription sur le bord supérieur des fonts baptismaux établit le lien entre les différents axes de signification :
« Les quatre fleuves du Paradis arrosent le monde, et les Vertus éloignent le cœur pur du péché. Ce que la bouche des prophètes a prédit, les évangélistes l'ont validé. »